# نسوية بيئية

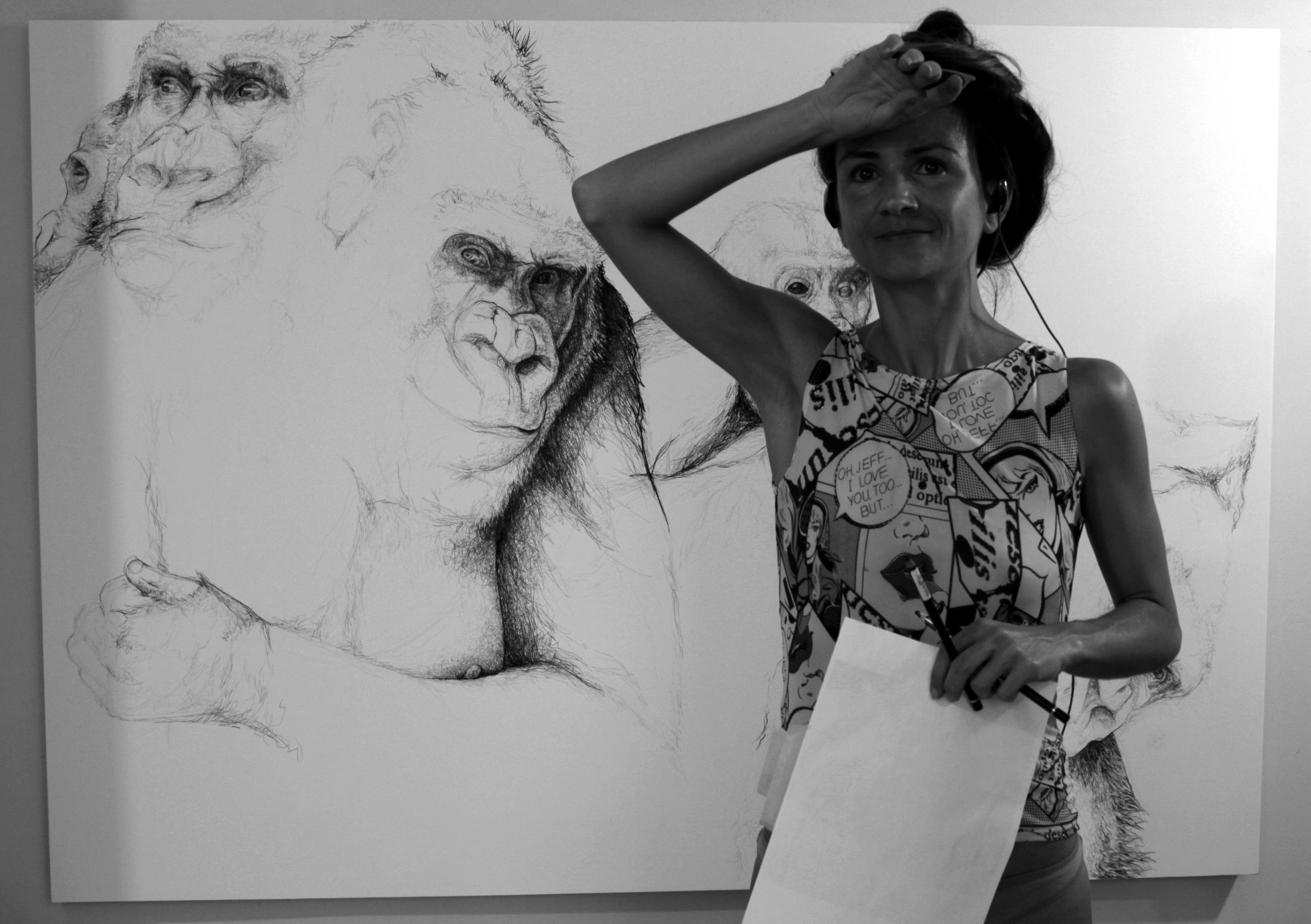

يشير مصطلح نسوية بيئية أو نسوية إيكولوجية إلى مصطلح شامل يغطي من المواقف التي تمتد جذورها إلى نظريات وممارسات نسوية مختلفة وأحيانًا متنافسة. وتعكس المنظورات النسوية الإيكولوجية المختلفة منظورات نسوية مختلفة على سبيل المثال النسويات الليبرالية أو الماركسية، والجذرية، والاشتراكية، والسوداء، والمضادة للكولونيالية. استخدمه فرانسوا دي أوبون لأول مرة في عام 1974 للإشارة إلي قدرة المرأة بوصفها دافعة للثورة البيئية، التي تدعم وتطور بنية وشكل جديد للعلاقة بين النساء والرجال، كالعلاقة بين البشرية والبيئة. وأيضًا تعكس إدراكات مختلفة لطبيعة المشكلات البيئية المعاصرة وحلولها. تشير كارين وارين إلى أن النسوية الإيكولوجية ليست تيارًا متجانسًا بل أشبه بمظلة تضم تحتها منظورات متنوعة وتعكس فهمًا متنوعًا لطبيعة المشكلات البيئية المعاصرة. يتفق النسويون الإيكولوجيون على ثلاث دعاوى أساسية: يظهر في النقطة الأولى أن هناك بعض الترابطات التي تدل على الهيمنات غير المبررة على النساء، وعلى الآخر البشري مثل البشر المهمشين والمستغلين والمسيطر عليهم وعلى غير البشر من الحيوانات والنباتات والطبيعة. يأتي في النقطة الثانية فهم الترابطات بين الآخر البشري النساء مع الطبيعة شأنًا مهمًا بالنسبة لكل من النسوية والمذهب البيئي والفلسفة البيئية. تتمثل النقطة الثالثة في المشروع المركزي للنسوية الإيكولوجية الذي يعتمد على استبدال بنيات الهيمنة غير المبررة وإحلال بنيات وممارسات عادلة محلها، حيث تسعى النسوية الإيكولوجية إلى الربط الوثيق بين النساء والطبيعة والتفكيك بينهما في حالة الضرر.
قدمت الكاتبة الأمريكية والنسوية البيئية شارلين سبريتناك طريقة واحدة لتصنيف العمل النسوي البيئي، على الرغم من أن نطاق التحليل النسوي البيئي واسع وديناميكي، وهي: 1) من خلال دراسة النظرية السياسية علاوة على التاريخ، 2) من خلال الإيمان بالأديان القائمة على الطبيعة، ودراستها، 3) من خلال حماية البيئة.
التعريف: توضح المؤلفتان غريتا غارد ولوري غروين، في مقال في عام 1993، بعنوان «النسوية البيئية: نحو العدالة العالمية، وصحة الكوكب»، ما تسميانه «الإطار النسوي البيئي». يقدم المقال ثروة من البيانات والإحصاءات، بالإضافة إلى تحديد الجوانب النظرية للنقد النسوي البيئي. يهدف الإطار الموصوف إلى إنشاء طرق لعرض أوضاعنا العالمية الحالية وفهمها، حتى نتمكن من فهم كيفية وصولنا إلى هذه المرحلة بشكل أفضل، وما يمكن فعله لتحسين الأمراض.
تقول غارد وغروين، أن للإطار أربع جوانب:
1. نموذج فلسفة المادية الآلية للكون، الذي نتج عن الثورة العلمية، وما تلاها من اختزال كل الأشياء إلى مجرد موارد لتُحسّن، ومواد خاملة ميتة لتُستخدم.
2. بروز الأديان البطريركية، وتأسيسها للتسلسل الهرمي الجندري، مع إنكارها للألوهية المتأصلة.
3. الذات، والثنائيات الأخرى، والقوة الكامنة، وأخلاقيات الهيمنة التي تنطوي عليها.
4. الرأسمالية، وحاجتها الجوهرية المزعومة، لتسخير، وتدمير، واستغلال الحيوانات، والأرض، والناس، لغرض وحيد هو تكوين الثروة.

وهما تعتقدان أن هذه العوامل الأربعة، قد أوصلتنا إلى ما يعتبره النسويون البيئيون «فصلًا بين الطبيعة والثقافة» والتي تمثل لهما المصدر الجذري لأمراض الكوكب.

## التعريف
تربط النسوية البيئية اضطهاد جميع الفئات المهمشة (النساء، والأشخاص الملونين، والأطفال، والفقراء) والهيمنة عليهم، باضطهاد الطبيعة (الحيوانات، والأرض، والماء، والهواء، وغيرهم) والهيمنة عليها، وفقا لفرانسوا دي أوبون، في كتابها النسوية أو الموت (1974). تجادل المؤلفة في كتابها، بأن الاضطهاد، والهيمنة، والاستغلال، والاستعمار، من المجتمع الأبوي الغربي، تسبب مباشرة في أضرار بيئية لا يمكن إصلاحها. كانت فرانسوا دي أوبون ناشطة ومُنظِّمة، وشجعت كتاباتها القضاء على كل الظلم الاجتماعي، ليس فقط الظلم ضد المرأة والبيئة.
يتضمن هذا التقليد عددًا من النصوص المؤثرة: المرأة والطبيعة (سوزان غريفين 1978)، وموت الطبيعة (كارولين ميرشانت 1980) وجين/ إيكولوجي (ماري دالي 1978). ساعدت هذه النصوص في دفع العلاقة بين هيمنة الرجل على المرأة، وهيمنة الثقافة على الطبيعة. تعتبر الأفكار البيئية وأفكار علم البيئة، من نصوص النشاط النسوي في ثمانينات القرن العشرين. قيدت حركات مثل الحملة الوطنية للسموم، وأمهات شرق لوس أنجلوس (ميلا)، وأمريكيون أصليون من أجل بيئة نظيفة (إن إيه سي إي)، من قبل نساء كرسن أنفسهن لقضايا صحة الإنسان، والعدالة البيئية. ناقشت الكتابات في هذه الدورة النسوية البيئية، المستمدة من سياسات الحزب الأخضر وحركات السلام، وحركات العمل المباشر.
تتجنب النسوية البيئية الحديثة، أو النقد النسوي البيئي، مثل هذه الأصولية، وتركز بدلاً من ذلك على الأسئلة التقاطعية، مثل كيف يمكن للانقسام الثقافي الطبيعي، تمكين اضطهاد الهيئات الأنثوية، وغير البشرية، كما أنها حركة ناشطة، وأكاديمية، تأخذ الصلات بالغة الأهمية بين استغلال الطبيعة، والسيطرة على النساء بسبب الرجال، بعين الاعتبار.

## إضفاء الطابع الجندري على الطبيعة
تؤكد النظرية النسوية البيئية أن الرأسمالية تعكس القيم الأبوية، والقيم البطريركية فقط. ينطوي هذا المفهوم على أن آثار الرأسمالية لم تفيد المرأة، وأدت إلى انقسام ضار بين الطبيعة والثقافة. ناقش النسويون البيئيون الأوائل أن هذا الانقسام لا يمكن معالجته إلا من خلال الغريزة الأنثوية، من أجل المعرفة البيئية والشاملة، لطرق الطبيعة.
ميّز العديد من باحثي النسوية البيئية، بين خطأ الاعتقاد بأن كون المرأة أنثى أو «أنثوية» متعلق بالطبيعة، وبين كونها ناتجة عن حالات القمع المماثلة، التي تمارسها نفس القوى الذكورية المسيطرة. إن التهميش واضح في اللغة المستندة للنوع الاجتماعي، والمستخدمة لوصف الطبيعة، مثل «أمنا الأرض» أو «الطبيعة الأم»، واللغة الحيوانية المستخدمة في وصف النساء.
تربط بعض الخطابات بين النساء على وجه التحديد، والبيئة بسبب دورهن الاجتماعي التقليدي، كمربيات ومقدمات رعاية. يعتقد النسويون البيئيون المستندون لهذا النمط الفكري، أن هذه الروابط موضحة من خلال تماسك القيم ذات العلامات الاجتماعية المرتبطة بالأنوثة مثل الرعاية، والتي توجد بين النساء، وفي الطبيعة.

كتبت النسوية البيئية، والناشطة فاندانا شيفا، أن للنساء صلة خاصة بالبيئة، من خلال تفاعلاتهم اليومية، وأنه قُلّل من شأن هذه الصلة. كانت النساء في اقتصادات الكفاف اللاتي ينتجن 
«الثروة بالشراكة مع الطبيعة، خبيرات في حقوقهن الخاصة في المعرفة الكلية والبيئية، لطرق الطبيعة» وفقا لشيفا. توضح أن «أنماط المعرفة البديلة هذه، الموجهة نحو المنافع الاجتماعية، واحتياجات الإعالة، لا يُعترف بها من قبل النموذج الاختزالي الرأسمالي، لأنها تفشل في إدراك الروابط المتبادلة للطبيعة، أو الصلة بين حياة المرأة، وعملها، ومعرفتها بخلق الثروة (23)».
تلوم شيفا التصورات الأبوية الغربية للتطور والتقدم، بسبب هذا الفشل. وصف النظام الأبوي، النساء، والطبيعة، والمجموعات الأخرى التي لا تساهم في تنمية الاقتصاد بأنها «غير منتجة» وفقا لشيفا.

## مفاهيم

### العلم الحديث والنسوية البيئية
تتأمل المؤلفتان فاندانا شيفا وماريا ميس في النسوية البيئية (1993)، في العلوم الحديثة، وقبولها كنظام عالمي، وخالي من القيمة. تنظران إلى التيار المهيمن في العلم الحديث، باعتباره إسقاطًا لقيم الرجال الغربيين، بدلا من اعتباره علما موضوعيا. سيطر الرجال على امتياز تحديد ما يعتبر معرفة علمية، وتحديد استخداماتها، ويقتصر معظم التاريخ على الرجال. تضع بوندي ومايلز أمثلة تشمل إضفاء طابع طبي على الإنجاب، وتصنيع تكاثر النبات.
تجادل بوندي بأن إضفاء الطابع الطبي على الإنجاب، همّش معرفة القابلة، وغيّر العملية الطبيعية للولادة، إلى إجراء يعتمد على التقنيات المتخصصة، والخبرة المعتمدة. من الادعاءات الشائعة في الأدبيات النسوية البيئية أن الهياكل الأبوية، تبرر هيمنتها من خلال المقابلة الثنائية، وتشمل هذه على سبيل المثال لا الحصر: السماء/ الأرض، والعقل/ الجسد، والذكر/ الأنثى، والإنسان/ الحيوان، والروح/ المادة، والثقافة/ الطبيعة، والأبيض/ غير الأبيض. يتعزز الاضطهاد حسب رأيهم، بافتراض أن الحقيقة تكمن في هذه الثنائيات، والتي يتحدوها حقيقة، ويرسخونها على أنها «رائعة للنظر»، من خلال ما يعتبرونه بنى دينية وعلمية.